# Сёдра-Кваркен
Сёдра-Ква́ркен, Ю́жный Ква́ркен (швед. Södra Kvarken, фин. Ahvenanrauma) — пролив между Аландскими островами (автономия Ахвенанмаа в составе Финляндии) и Скандинавским полуостровом (лен Стокгольм Швеции), соединяющий Ботнический залив с основной частью Балтийского моря.
Ширина пролива составляет 40 км. Наибольшая глубина — 244 м. Течения обычно направлены на юг. В суровые зимы пролив замерзает, в более мягкие — покрывается плавучими льдами.